# Кавказьке лінійне козацьке військо

Мапа Чорноморського й Каказького лінійного козацьких військ. 1848 рік.

Кавказьке лінійне козацьке військо утворене 1832 року з 5 старих козацьких полків (Кизлярського, Терсько-Сімейного, Гребенського, Моздоцького, Гірського), що розміщувалися від гирла річки Терек до Моздоку, й 5 козацьких полків Азовсько-Моздоцької лінії (Волзького, Кавказького, Ставропольського, Хоперського й Кубанського); до війська також було зараховано Сунженський (утворений 1817-го) та 1-й і 2-й полки Владикавказу (утворені 1831 року під найменуванням Малоросійських).
Кавказьке лінійне козацьке військо разом з Чорноморським козацьким військом займало Кавказьку оборонну лінію від гирла Тереку до гирла Кубані і діяло спільно з Кавказьким окремим корпусом проти горян Північного Кавказу. 
1838 року Кизлярський і Терсько-сімейний полки було об'єднано, 1840-го утворено Лабінський і 1850 Урупський полки. 
Із зростанням військового населення (в середині 19 ст. понад 300 тис. осіб.) 1846 року більшість полків було розгорнено в бригади і 1860 військо складалося з 9 бригад і 4-х окремих полків. 
1860 з частини Кавказького лінійного козацького війська було утворено Терське козацьке військо, а інша частина разом з Чорноморським козацьким військом увійшла до складу новоутвореного Кубанського козацького війська.